# Otidiphaps nobilis insularis
Otidiphaps nobilis insularis — исчезающий подвид фазанового голубя (O. nobilis), птицы семейства Columbidae (голубиные). Этот подвид был достоверно описан как отдельный вид в 1883 году Осбертом Салвином и Фредериком Дюкейном Годманом. В настоящее время считается подвидом вида BirdLife International. Эндемик островов Д’Антрекасто (Новая Гвинея), находится под угрозой исчезновения.

## Характеристики
Птица имеет длину от 42 до 50 см и весит в среднем 500 граммов. Голова, грудь, живот, круп и нижняя часть спины черные с лиловым отливом. Мантия и крылья темно-бордовые. Хвост чёрный. У близкородственного подвида фазанового голубя есть пятно на задней части шеи, у этого подвида это пятно отсутствует.

## Распространение и среда обитания
Этот (под)вид встречается на острове Фергюссон (острова Д’Антрекасто, Новая Гвинея). Среда обитания — низменные тропические леса на высоте до 1900 метров над уровнем моря. Птица кормится там семенами и опавшими плодами.

## Статус
Этот подвид фазанового голубя имеет ограниченный ареал и поэтому находится под угрозой исчезновения. По оценкам BirdLife International, в 2021 году размер популяции составлял от 50 до 249 взрослых особей, и численность популяции сокращается из-за разрушения среды обитания. На среду обитания влияет мелкомасштабная вырубка лесов для натурального хозяйства и концессии, выданные в 2012 году для крупномасштабных рубок. По этим причинам подвид занесен в Красный список МСОП как критически уязвимый.